# 디스커버리 채널
디스커버리 채널(Discovery Channel)은 워너 브라더스 디스커버리가 소유한 케이블, 위성 TV 채널이다. 과학, 역사, 자연 분야에 관련된 다큐멘터리, 논픽션 프로그램들을 중심으로 방영하고 있다.
1985년 6월 17일에 미국에서 개국하였으며, 현재 170개국에서 방영하고 있다.